# Maynard James Keenan

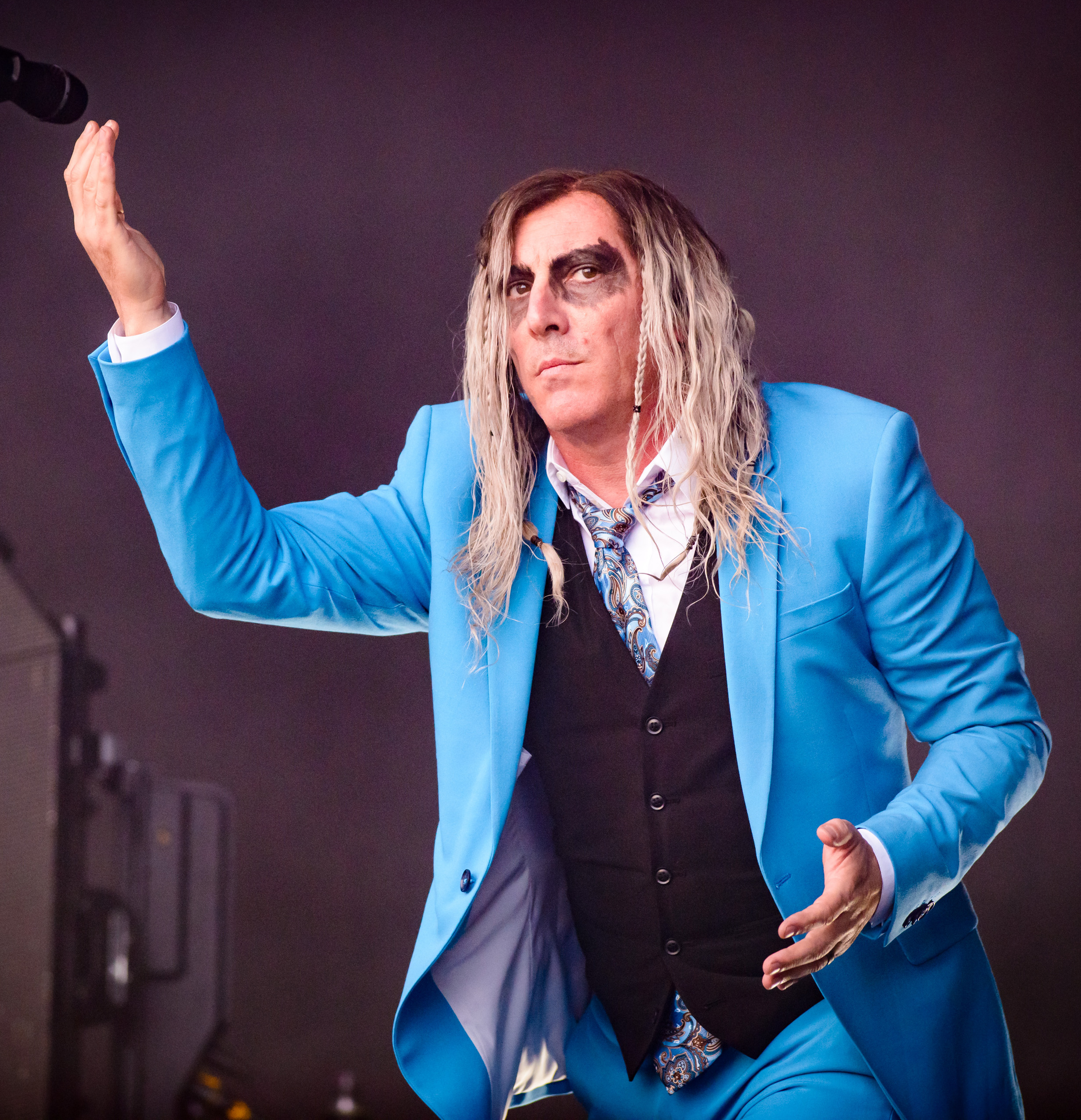
Maynard James Keenan, 2018

Maynard James Keenan (* 17. April 1964 in Ravenna, Ohio, als James Herbert Keenan) ist ein US-amerikanischer Sänger, Musikproduzent, Schauspieler und Winzer. Bekannt wurde er als Frontmann der Progressive-Metal-Band Tool, der Progressive-Rock-Band A Perfect Circle sowie als Kopf des Musikprojektes Puscifer.

## Biografie
1982 ging Keenan zur US Army, wo er von 1983 bis 1984 die United States Military Academy besuchte. 1984 verließ er die Armee, um seiner musikalischen Karriere nachzugehen. In den darauffolgenden Jahren besuchte er deswegen das Kendall College of Art and Design in Michigan.
Ab 1989 war Keenan Sänger der Punkband Green Jellÿ. 1992 wurde die EP Opiate von Tool veröffentlicht. 1993 erschien das erste Album Undertow. Nach drei Jahren wurde das Album Ænima veröffentlicht, das der Band kommerziellen Erfolg brachte.
Zuvor sang er 1992 noch bei Know Your Enemy von Rage Against the Machine mit, deren gleichnamiges Album noch im selben Jahr erschien. Dadurch freundete er sich mit der Band an, mit der er auch heute noch gelegentlich auftritt.
1994 nahm er mit Tom Morello und Brad Wilk (Rage Against the Machine) und Billy Gould (Faith No More) unter dem Bandnamen Shandi’s Addiction den Song Calling Dr Love für ein Tribut-Album mit Coverversionen von Songs der Hard-Rock-Formation KISS auf.
2000 wurde das Album White Pony von Deftones veröffentlicht, wo er bei dem Song Passenger zusammen mit dem Lead-Sänger der Deftones, Chino Moreno, zu hören ist. Nach Streitigkeiten mit dem Label von Tool und dessen Neugründung, die Tool die absolute künstlerische Freiheit gewährte, gründete Keenan zusammen mit Billy Howerdel und Paz Lenchantin die Band A Perfect Circle. Im selben Jahr veröffentlichte die Band das Album Mer de Noms.
2001 veröffentlichte Keenan mit Tool das langerwartete dritte Album Lateralus – zuvor erschien die Special-Edition-DVD bzw. -VHS Salival, worauf alle bis dahin veröffentlichten Videos der Band und einige Tour-Auftritte der Band enthalten sind. Darüber hinaus spielte er 2002 in dem Film Bikini Bandits den Teufel.

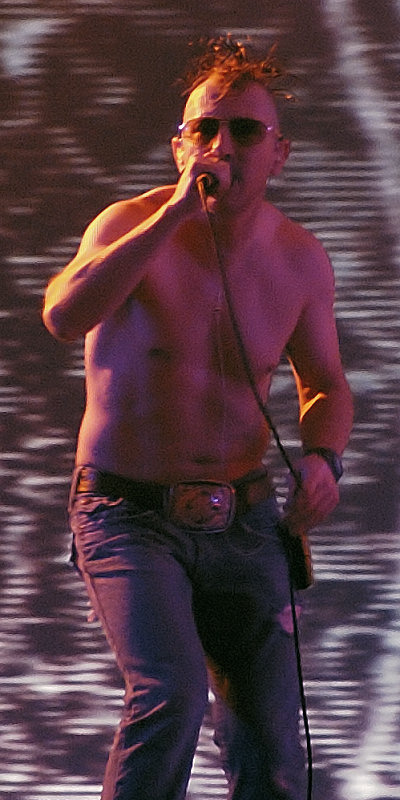
Maynard James Keenan beim Roskilde-Festival 2006

2003 folgte dann das zweite A-Perfect-Circle-Album Thirteenth Step, das eigentlich schon viel früher hätte fertig sein sollen, sich aber aufgrund einer verlängerten Tool-Tour immer wieder verzögerte.
Am 2. November 2004, pünktlich zur US-amerikanischen Präsidentschaftswahl, erschien das Konzeptalbum eMOTIVe mit Coverversionen berühmter Friedens- und Protestsongs. Dies überraschte die Fans, da der sonst so verschlossene und introvertierte Keenan sich und seine Meinung außergewöhnlich offen präsentierte.
2005 sang er auf einem Benefizkonzert in Seattle für die Opfer des Tsunamis Ende 2004.
Anfang 2005 erschien auch der Kurzfilm Sleeping Dogs Lie, in dem er zusammen mit Brad Wilk eine Nebenrolle spielt. Die Filmmusik stammt unter anderem von A Perfect Circle.
2006 erschien das vierte Tool-Album 10,000 Days. Außerdem startete er sein Nebenprojekt Puscifer.
Im Jahr 2010 erschien eine Dokumentation über seinen Weinanbau unter dem Titel Blood Into Wine. Während der Film in den USA in den Kinos lief, erschien er 2011 im deutschsprachigen Raum direkt auf DVD.
2018 erschien dann mit Eat the Elephant das vierte Studioalbum von A Perfect Circle (das dritte mit eigenem Material).
2019 erschien mit Tool das fünfte Album Fear Inoculum.

## Diskografie

### Children of the Anachronistic Dynasty
- 1986: Fingernails

### Tool
- 1992: Opiate (Zoo/Volcano/BMG)
- 1993: Undertow (Zoo/BMG)
- 1996: Ænima (Volcano/BMG)
- 2000: Salival (Volcano II/Tool Dissectional: US, limitiert)
- 2001: Lateralus (Volcano/BMG)
- 2006: 10,000 Days (Volcano/BMG)
- 2019: Fear Inoculum (Sony BMG)

### A Perfect Circle
- 2000: Mer de Noms (Virgin)
- 2003: Thirteenth Step (Virgin)
- 2004: eMOTIVe (Virgin)
- 2018: Eat the Elephant

### Puscifer
- 2007: “V” is for Vagina
- 2008: “V” is for Viagra. The Remixes
- 2008: “D” Is for Dubby – The Lustmord Dub Mixes
- 2009: “C” Is For (Please Insert Sophomoric Genitalia Reference Here) (EP)
- 2011: Conditions of My Parole
- 2013: Donkey Punch the Night (EP)
- 2015: Money Shot
- 2020: Existential Reckoning

### Mitwirkung
- 1992: Rage Against the Machine – Know your Enemy
- 1995: Replicants – Silly Love Songs
- 2000: Deftones – Passenger
- 2003: David Bowie – Bring me the Disco King (Soundtrack zu Underworld)
- 2013: Lustmord – Gastvocals auf dem Album The Word as Power

## Filmografie
- 2000: Screenland Drive
- 2002: Run Ronnie Run!
- 2002: Bikini Bandits
- 2004: Bikini Bandits 2: Golden Rod
- 2005: Sleeping Dogs Lie
- 2009: Crank 2: High Voltage
- 2010: Blood Into Wine (Biografie)